# MK (DJ)

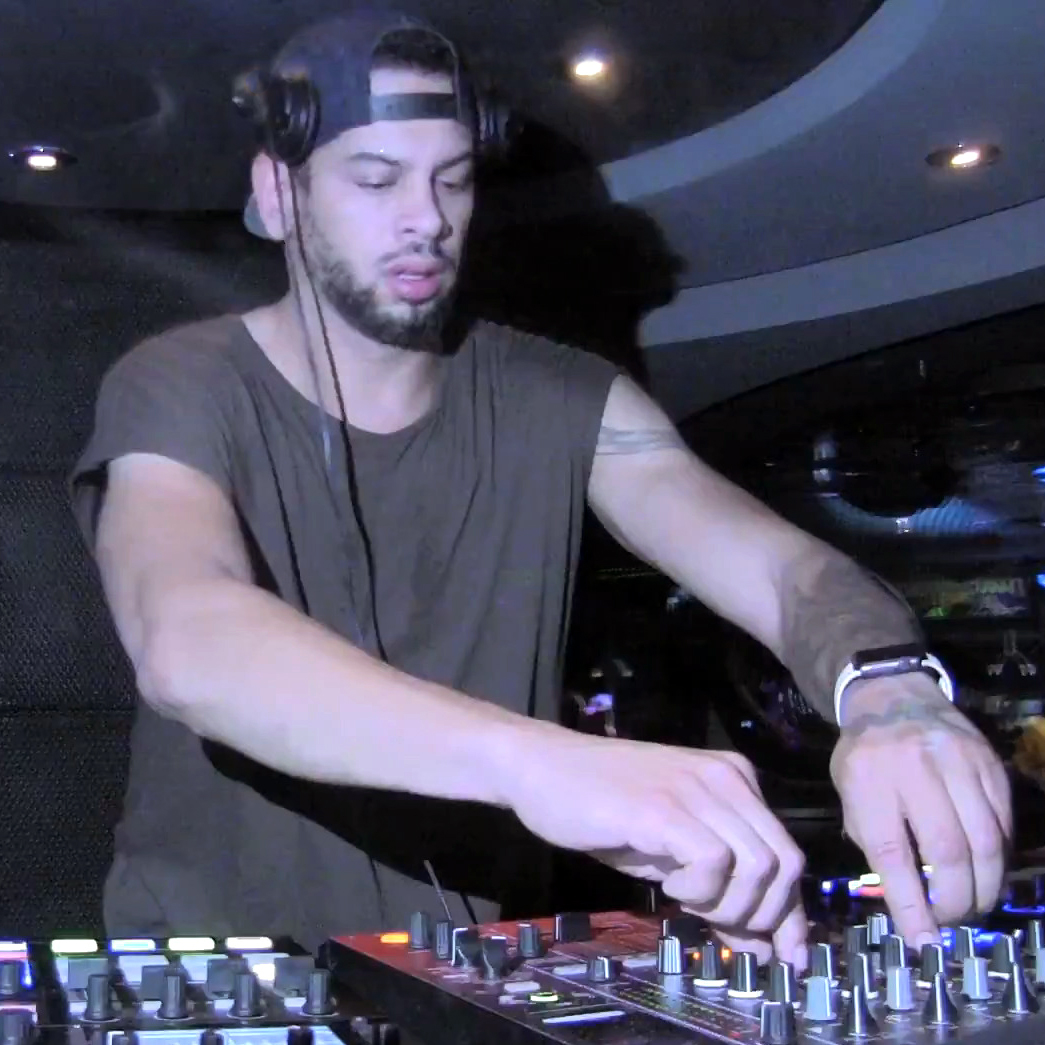
Marc Kinchen (alias MK) im Jahr 2016

Marc Kinchen (* 3. August 1974 in Detroit, Michigan), besser bekannt als MK, ist ein US-amerikanischer DJ und Musikproduzent der Genres House und Deep House.

## Karriere
Im Jahr 2001 begann Marc Kinchen Musik zu produzieren, nachdem er nach Los Angeles gezogen war. 2002 arbeitete er als Musikproduzent für den Schauspieler und Sänger Will Smith. Daraufhin arbeitete er auch mit Künstlern wie Jaden Smith oder Pitbull zusammen.
Internationale Bekanntheit erlangte MK durch den britischen DJ Route 94, welcher einen Remix seines Songs „Always“ veröffentlichte.
Derzeit besitzt Mark Kinchen ein eigenes Label namens Area 10, zusammen mit Mark Davenport & Marci Weber.

## Diskografie

### Alben
- 2011: Defected Presents House Masters: MK (Kompilation)
- 2013: Defected Presents House Masters: MK (Second Edition) (Kompilation)[3]
- 2013: Defected Presents MK in the House (Kompilation)[4]

### Singles
| Jahr | Titel Album     | Höchstplatzierung, Gesamtwochen, AuszeichnungChartplatzierungen (Jahr, Titel, Album, Platzierungen, Wochen, Auszeichnungen, Anmerkungen) | Höchstplatzierung, Gesamtwochen, AuszeichnungChartplatzierungen (Jahr, Titel, Album, Platzierungen, Wochen, Auszeichnungen, Anmerkungen) | Anmerkungen                                                               |
| Jahr | Titel Album     | UK | Dance | Anmerkungen                                                               |
| ---- | --------------- | --- | --- | ------------------------------------------------------------------------- |
| 1995 | Always –        | UK12 Silber · (6 Wo.)UK | — | MK feat. Alana                                                            |
| 1995 | Burning ’95 –   | UK44 Silber · (2 Wo.)UK | — |                                                                           |
| 1997 | Always –        | UK81 (1 Wo.)UK | — |                                                                           |
| 2016 | Piece of Me –   | UK37 ×2Doppelplatin · (18 Wo.)UK | Dance30 (5 Wo.)Dance | Erstveröffentlichung: 8. April 2016 MK & Becky Hill                       |
| 2017 | 17 –            | UK7 ×2Doppelplatin · (39 Wo.)UK | Dance25 (20 Wo.)Dance | Erstveröffentlichung: 1. September 2017                                   |
| 2018 | Back & Forth –  | UK12 Platin · (18 Wo.)UK | Dance32 (5 Wo.)Dance | Erstveröffentlichung: 7. September 2018 MK, Jonas Blue & Becky Hill       |
| 2019 | There for You – | UK99 Silber · (1 Wo.)UK | Dance14 (11 Wo.)Dance | Erstveröffentlichung: 16. August 2019 Gorgon City + MK                    |
| 2019 | One Night –     | UK51 Gold · (13 Wo.)UK | Dance28 (11 Wo.)Dance | Erstveröffentlichung: 15. November 2019 MK × Sonny Fodera feat. Raphaella |
| 2021 | Lies –          | UK82 (4 Wo.)UK | — | Erstveröffentlichung: 29. Januar 2021 feat. Raphaella                     |
| 2022 | Better –        | UK89 (1 Wo.)UK | — | Erstveröffentlichung: 15. Juli 2022 mit Burns feat. Teddy Swims           |
| 2023 | Rhyme Dust –    | UK63 Silber · (13 Wo.)UK | — | Erstveröffentlichung: 24. Februar 2023 mit Dom Dolla                      |
| 2023 | Asking –        | UK7 Platin · (47 Wo.)UK | — | Erstveröffentlichung: 7. Juli 2023 mit Sonny Fedora & Clementine Douglas  |
| 2023 | Drinkin’ –      | UK44 (7 Wo.)UK | — | Erstveröffentlichung: 25. August 2023 mit Joel Corry feat. Rita Ora       |
| 2025 | Dior –          | UK1 Silber · (… Wo.)UK | — | Erstveröffentlichung: 6. Juni 2025 feat. Chrystal                         |

Weitere Singles
- 1989: Somebody New
- 1991: Decay (mit Never on Sunday)
- 1991: Burning (mit Alana)
- 1993: Love Changes (mit Alana)
- 1993: Surrender (mit Alana)[10]
- 1996: Lift me Up (mit Clare Rivers)
- 2014: Always (Route 94 Remix)
- 2015: Bring Me Back to Life (feat. Milly Pye)
- 2016: My Love 4 U (feat. A*M*E)
- 2019: Body 2 Body[11]

### Bekannte Remixe
- 2013: Wankelmut und Emma Louise – My Head Is a Jungle (MK Remix)[12]
- 2013: Storm Queen – Look Right Through (MK Remix)[13]
- 2014: Rudimental (feat. Becky Hill) – Powerless (MK Remix)
- 2016: Aurora – I Went Too Far (MK Remix)
- 2017: Clean Bandit (feat. Zara Larsson) – Symphony (MK Remix)
- 2018: Armand Van Helden – Painkiller (MK Remix)[14]
- 2019: Sigrid – Don’t Feel Like Crying (MK Remix)
- 2019: Ally Brooke – Low Key (MK Remix)
- 2019: Mark Ronson feat. Camila Cabello – Find U Again (MK Remix)
- 2019: Anabel Englund – So Hot (MK and Nightlaplse Remix)
- 2019: Preditah feat. Rachel Chinouriri – Animals (MK Remix)
- 2020: Alicia Keys – Time Machin (MK Remix)[15]
- 2020: Ed Sheeran und Travis Scott – Antisocial (MK Remix)[16]

## Auszeichnungen für Musikverkäufe
| Platin-Schallplatte - Australien - 2023: für die Single Rhyme Dust - 2024: für die Single Asking |

Anmerkung: Auszeichnungen in Ländern aus den Charttabellen bzw. Chartboxen sind in ebendiesen zu finden.
| Land/RegionAuszeichnungen für Musikverkäufe (Land/Region, Auszeichnungen, Verkäufe, Quellen) | Silber     | Gold  | Platin     | Verkäufe  | Quellen     |
| -------------------------------------------------------------------------------------------- | ---------- | ----- | ---------- | --------- | ----------- |
| Australien (ARIA)                                                                            | —          | —     | 2× Platin2 | 140.000   | aria.com.au |
| Vereinigtes Königreich (BPI)                                                                 | 5× Silber5 | Gold1 | 6× Platin6 | 5.000.000 | bpi.co.uk   |
| Insgesamt                                                                                    | 5× Silber5 | Gold1 | 8× Platin8 |           |             |